# 167 î.Hr.

## Evenimente
- Antioh al IV-lea Epifan interzice jertfele pe altarul templului evreiesc din Ierusalim